# Alla Nikolajevna Simonenko
Alla Nikolajevna Simonenko, född 1935, död 1984, var en rysk astronom och specialist på små solsystemsobjekt.
Nedslagskratern Simonenko på planeten Venus och asteroiden 4280 Simonenko  har fått namn efter henne.